# Pomluva
Pomluva (v obecném významu také někdy drb, klep či kleveta) je trestným činem, který spáchá ten, kdo o jiném uvede takový nepravdivý údaj, který může značně ohrozit jeho vážnost před druhými osobami. Jestliže by však někdo jiného nepravdivě osočil z trestné činnosti, místo pomluvy by šlo o trestný čin křivého obvinění, a v případě méně intenzivního zásahu do vážnosti člověka by šlo o přestupek urážky na cti. V českém právním řádu je pomluva upravena v § 184 trestního zákoníku. Trestnost pomluvy vyplývá ze snahy chránit čest a dobrou pověst člověka ve společnosti, a to ať už jde o jeho vztahy v zaměstnání, v rodině nebo kdekoli jinde. Vždy ale pouze jednotlivé fyzické osoby, před pomluvou nejsou chráněny osoby právnické ani skupiny lidí.
Pomluvu označují také výrazy inzultace, inzult a insinuace.

## Trestnost pomluvy
Smysl trestněprávní ochrany je v tom, aby se zamezilo, předešlo anebo alespoň trestními prostředky reagovalo na situaci, kdy někdo velmi vážným způsobem naruší rodinný či společenský život jiného. Vzhledem ke celospolečenskému zájmu na ochraně vážnosti a cti všech není podstatné, zda si dotčená osoba pomluvy byla vědoma, dokonce je možné trestně stíhat i pomluvy již zemřelých osob. Základní podmínkou trestnosti pomluvy je ovšem její nepravdivost, není trestné šířit pravdivé údaje, jakkoli by mohly působit značně negativně. Druhou podmínkou je způsobilost pomluvy ohrozit značnou měrou vážnost pomlouvaného před druhými. To je posuzováno vždy individuálně podle okolností daného případu, bere se v úvahu jeho postavení ve společnosti, charakterové vlastnosti, rozšíření informace apod. Je také důležité, že se hodnotí objektivní možnost zasáhnout do cti a vážnosti, k zásahu dojít reálně nemusí. Z hlediska pachatele se nakonec ještě vyžaduje úmyslné jednání, ohrožení z nedbalosti trestné není.
České právo dopady pomluvy příkladmo uvádí v zaměstnání, kdy může jít o hrozbu přeřazení na nižší pozici či dokonce výpovědi, a v rodině, kde může dojít k rozvratu manželství nebo narušení jiných rodinných vztahů. Mimoto jsou negativní důsledky pomluvy samozřejmě představitelné i v jiných situacích, např. ve ztrátě zákazníků, ohrožení politické kariéry atd., tedy vždy, dojde-li ke vzniku závažné újmy v životě pomluveného. Samotná pomluva může být spáchána jakýkoliv způsobem, při němž dojde k přenosu informací, ústně nebo písemně, osobně či prostřednictvím médií, billboardů apod. Zákon nicméně některé způsoby hodnotí závažněji. Zatímco obecně hrozí trest odnětí svobody jen do jednoho roku, odnětím svobody až na dva roky nebo zákazem činnosti je trestáno šíření pomluv tiskem (noviny, časopisy, ale i neperiodické publikace), filmem, rozhlasem, televizí, veřejně přístupnou počítačovou sítí (internet) nebo jiným obdobně účinným způsobem – je-li dosah pomluvy obdobný, kupř. paměťová média či veřejně rozšiřované letáky a vylepované plakáty.

## Kriminalizace pomluv
Ačkoliv již léta existují snahy, aby pomluva nebyla řešena v rámci trestněprávního řízení, nýbrž v řízení občanskoprávním (v rámci ochrany osobnosti), přesto zatím stále zůstává platnou součástí trestního zákoníku. Na české politické scéně je časté, že někteří politici se snaží kriminalizovat své oponenty podáváním trestních oznámení právě pro pomluvu či zastrašováním, že tak v budoucnu učiní. Několik příkladů:
- Vlastimil Tlustý podal trestní oznámení na Mirka Topolánka, protože ten jej spojoval s Františkem Mrázkem.[5]
- Jiří Paroubek podal trestní oznámení na Mirka Topolánka, protože ten prohlásil, že Paroubek je spojen s organizovaným zločinem.[6] Paroubek podal trestní oznámení také na Petra Wolfa, který se rozhodl opustit poslanecký klub ČSSD, protože jej Wolf nařkl z vydírání při prezidentské volbě.[7]
- David Rath a šéf krajské organizace ČSSD Richard Dolejš vyhrožovali trestním oznámením členům ČSSD, kteří protestovali proti systému sestavování kandidátek a opustili kandidátku do krajských voleb ve Středočeském kraji.[8] Rath podal trestní oznámení pro pomluvu i na Tomáše Julínka a jeho mluvčího za to, že kritizovali kontrolní zprávu, kterou vypracovalo ministerstvo zdravotnictví pod Rathovým vedením.[9]